# 유정동
유정동(劉正東, 1957년~)은 대한민국의 제2대 부산광역시의원이다. 부산광역시 출생이다.

## 학력
- ~1976 경남고등학교 졸업
- ~1980 성균관대학교 법학과 학사 졸업

### 비학위 수료
- ~1982 성균관대학교 대학원 법학 졸업
- ~1995 한국해양대학교 대학원 해사법학 석사 졸업
- ~1998 한국해양대학교 대학원 해사법학 박사 과정 수료

## 경력
- 1983 제25회 사법시험 합격
- ~1985 제15기 사법연수원
- 1986 부산해사법률사무소 설립
- 1986 한국해기사협회 고문 변호사
- 1988 부산지방선원 노동위원회 공익위원
- 한국해양대학교 국제대학법학과 겸임 교수
- 1996. 7.~1998. 6. 제2대 부산광역시의회 의원
- 1997 법무법인 청해 대표변호사
- 1997 부산지방노동위원회 공익위원
- 1998. 2. 부산지방해양수산청 고문변호사
- 1998. 4. 제14회 부산 아시안게임 조직위원회 고문 변호사
- 1998. 4. 부산국제영화제 상임집행위원 변호사
- 열린우리당 법률지원단 자문위원
- 변호사 유정동 법률사무소
- 2014. 4. 새정치민주연합 부산광역시당 공천관리위원회 위원장
- 2015. 2.~2015 새정치민주연합 부산광역시당 혁신위원회 위원장
- 2015. 4.~ 오륙도연구소 소장
- 더불어민주당 부산시당 총선거기획단장
- 2018. 7.~ 부산광역시 북구·강서구 을 지역위원장

## 역대 선거 결과
| 실시년도 | 선거        | 대수 | 직책   | 선거구                | 정당     | 득표수 | 득표율      | 순위 | 당락 | 비고 |
| -------- | ----------- | ---- | ------ | --------------------- | -------- | ------ | ----------- | ---- | ---- | ---- |
| 1996년   | 7·11 재보선 | 2대  | 시의원 | 부산 영도구 제1선거구 | 신한국당 | 무투표 | \| \| 0% \| |      |      | 초선 |
|          | 0%          |      |        |                       |          |        |             |      |      |      |